# پتار گئورگیفسکی
پتار گئورگیفسکی (انگلیسی: Petar Georgijevski؛ زادهٔ ۱۶ مهٔ ۱۹۶۰) بازیکن فوتبال اهل یوگسلاوی بود.
از باشگاه‌هایی که در آن بازی کرده‌است می‌توان به باشگاه فوتبال واردار اشاره کرد.
وی همچنین در تیم ملی فوتبال یوگسلاوی بازی کرده‌است.